# Водонафтовий фактор
Водонафтовий фактор (рос. водонефтяной фактор; англ. water-oil accumulated (current) ratio; нім. Wasser-Erdöl-Einpressenverhältnis n) — при нафтовидобуванні — відношення накопичених (поточних) під час розробки експлуатаційного об'єкта на певну дату відборів (дебітів) води і нафти, що визначається в залежності від розглядуваних задач при поверхневих або пластових (свердловинних) умовах.

Рис. Графік зміни темпу розробки в часі. 1 — родовище А; 2 — родовище В; І, ІІ, ІІІ, IV — стадії розробки.

Водонафтовий фактор вимірюється в м3/т. Цей параметр, що показує, скільки об'ємів води видобуто на 1 т отриманої нафти, є непрямим показником ефективності розробки. Із ІІІ стадії розробки (див. рис) він починає швидко зростати. Темп його збільшення залежить від темпу відбору рідини. При розробці покладів малов'язких нафт в кінцевому підсумку відношення об'єму видобутої води до видобутку нафти досягає одиниці, а для в'язких нафт збільшується до 5 — 8 м3/т і в деяких випадках досягає 20 м3/т.